# Cho Jin-ho
Cho Jin-ho (조진호?, 趙眞浩?; 2 agosto 1973 – Busan, 10 ottobre 2017) è stato un calciatore e allenatore di calcio sudcoreano, di ruolo centrocampista.

## Palmarès

### Giocatore

#### Competizioni nazionali
- Coppa di Corea: 1

Pohang Steelers: 1996